# Campanula bornmuelleri
Campanula bornmuelleri är en klockväxtart som beskrevs av Nábelek. Campanula bornmuelleri ingår i släktet blåklockor, och familjen klockväxter. Inga underarter finns listade i Catalogue of Life.

## Bildgalleri

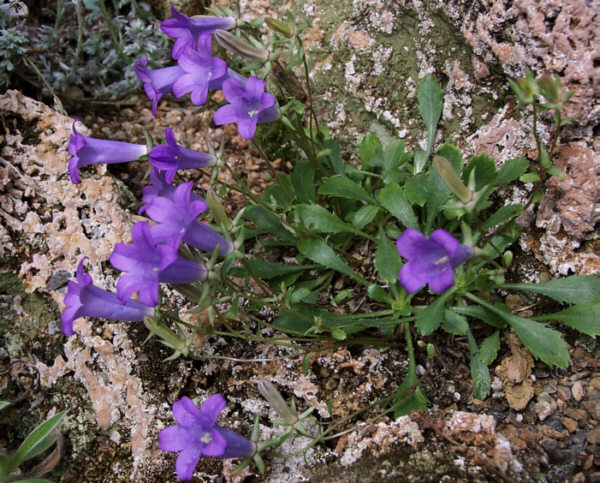